# Brigade volante (série télévisée)
Pour les articles homonymes, voir Brigade volante.
Brigade volante (The Knock) est une série télévisée britannique en 35 épisodes de 52 minutes créée par Anita Bronson et diffusée du 10 avril 1994 au 11 novembre 2000 sur ITV.
En France, cette série a été diffusée à partir du 15 janvier 2006 sur NT1.

## Synopsis
Cette série suit le quotidien de douaniers.

## Distribution
- Caroline Lee-Johnson (en) : Diane Ralston (37 épisodes, 1994-2000)
- Steve Toussaint : Barry Christie (37 épisodes, 1994-2000)
- Enzo Squillino, Jr. (en) : George Andreotti (33 épisodes, 1994-1999)
- Marston Bloom : Arnie Rheinhardt (29 épisodes, 1994-1999)
- Malcolm Storry : Bill Adams (28 épisodes, 1994-1999)
- Andrew Dunn (en) : Kevin Butcher (21 épisodes, 1994-1999)
- Tracy Whitwell : Jo Chadwick (19 épisodes, 1994-1996)
- Daniel Brown : Alex Murray (16 épisodes, 1997-2000)